# Apiophragma
Apiophragma is een monotypisch mosdiertjesgeslacht uit de familie van de Calloporidae en de orde Cheilostomatida. De wetenschappelijke naam ervan is in 1993 voor het eerst geldig gepubliceerd door Hayward & Ryland.

## Soort
- Apiophragma hyalina (Waters, 1904)